# Instituto de Mayores y Servicios Sociales
L'Instituto de Mayores y Servicios Sociales (acrònim IMSERSO) és una de les Entitats Gestores de la Seguretat Social d'Espanya responsable de la gestió dels serveis socials complementaris de les prestacions del Sistema de Seguretat Social, de les pensions d'invalidesa i de jubilació, en les seves modalitats no contributives, així com de l'exercici de les competències de la Administració General de l'Estat en matèria de tercera edat i en matèria de persones en situació de dependència.
Els serveis socials complementaris de les prestacions del Sistema de Seguretat Social inclouen el turisme social o viatges de vacances de la tercera edat i el termalisme social o estades de persones de la tercera edat en balnearis.

## Història
El Reial decret-Llei 36/1978, de 16 de novembre, sobre gestió institucional de la Seguretat Social, va crear l'Institut Nacional de Serveis Socials. Posteriorment, el Reial decret 140/1997, de 31 de gener, va canviar la seva denominació a Institut de Migracions i Serveis Socials, en incloure entre les seves competències la de immigració. Finalment, el Reial decret 1600/2004, de 2 de juliol, que desenvolupa l'estructura orgànica bàsica del Ministeri d'Ocupació i Seguretat Social, va fixar la seva denominació actual com a Instituto de Mayores y Servicios Sociales.
En l'actualitat, l'IMSERSO pertany al Ministeri de Sanitat, Serveis Socials i Igualtat d'Espanya.

## Funcions
L'Institut de Majors i Serveis Socials té competència, entre unes altres, en les següents matèries:
- La gestió i seguiment de les pensions d'invalidesa i jubilació en les seves modalitats no contributives.
- Els serveis complementaris de les prestacions del sistema de Seguretat Social: el turisme social o viatges de vacances de les persones majors i el termalisme social o estades de persones majors en balnearis.[5][6]
- El seguiment de la gestió de les prestacions econòmiques derivades de la Llei General de Discapacitat i la gestió directa d'aquestes prestacions en les Ciutats autònomes de Ceuta i Melilla.
- La proposta de normativa bàsica que garanteixi els principis d'igualtat i solidaritat per a la determinació dels barems de reconeixement del grau de discapacitat.
- L'exercici de les competències estatals atribuïdes per la Llei de Dependència.
- El foment de la cooperació amb les organitzacions i entitats que agrupen a les persones majors.
- L'establiment i gestió de centres d'atenció especialitzada o d'aquells als quals se'ls assignin objectius especials de recerca d'àmbit d'actuació estatal en el camp d'acció de l'Institut.
- La proposta, gestió i seguiment de plans de serveis socials d'àmbit estatal a les àrees de persones majors i de persones en situació de dependència.
- Les relacions amb organismes estrangers i internacionals i l'assistència tècnica als programes de cooperació internacional en matèries i col·lectius del seu àmbit d'acció.
- L'avaluació dels serveis socials en qualitat d'entitat de referència nacional.[7]

## Directors de l'Imserso
- Luis Santonja Peris (1979-1980)
- José Ramón Caso García (1980-1981)
- Josep Farré Moran (març 1981-desembre 1981)
- Teresa Mendizábal Aracama (1981-1983)
- Patrocinio de las Heras Pinilla (1983-1985)
- Ángel Rodríguez Castedo (1985-1992)
- Héctor Maravall Gómez-Allende (1992-2000)
- Alberto Galerón de Miguel (2000-2002)
- Antonio Lis Darder (2002-2004)
- Ángel Rodríguez Castedo (2004-2007)
- Natividad Enjuto García (2007-2008)
- Pilar Rodríguez Rodríguez (2008-2010)
- Purificación Causapié Lopesino (2010-2012)[8]
- César Antón Beltrán (2012-2016)[9]
- Carmen Balfagón Lloreda (2016-2018)[10]
- María del Carmen Orte Socias (2018-2019)[11]
- Manuel Martínez Domene (2019-)